# Assassinio di Rodolfo Gonzaga
L'assassinio di Rodolfo Gonzaga, avvenuto il 3 gennaio 1593, fu una cospirazione ordita dal popolo di Castel Goffredo con lo scopo di stroncare la tirannia del terzo marchese di Castel Goffredo, che per motivi ereditari legati alla successione del feudo stesso aveva occupato con la forza la fortezza, dopo aver fatto assassinare lo zio Alfonso Gonzaga a Gambaredolo il 7 maggio 1592. La congiura portò all'uccisione del marchese probabilmente con la longa manus del quarto duca di Mantova, Vincenzo I Gonzaga.

## Antefatti

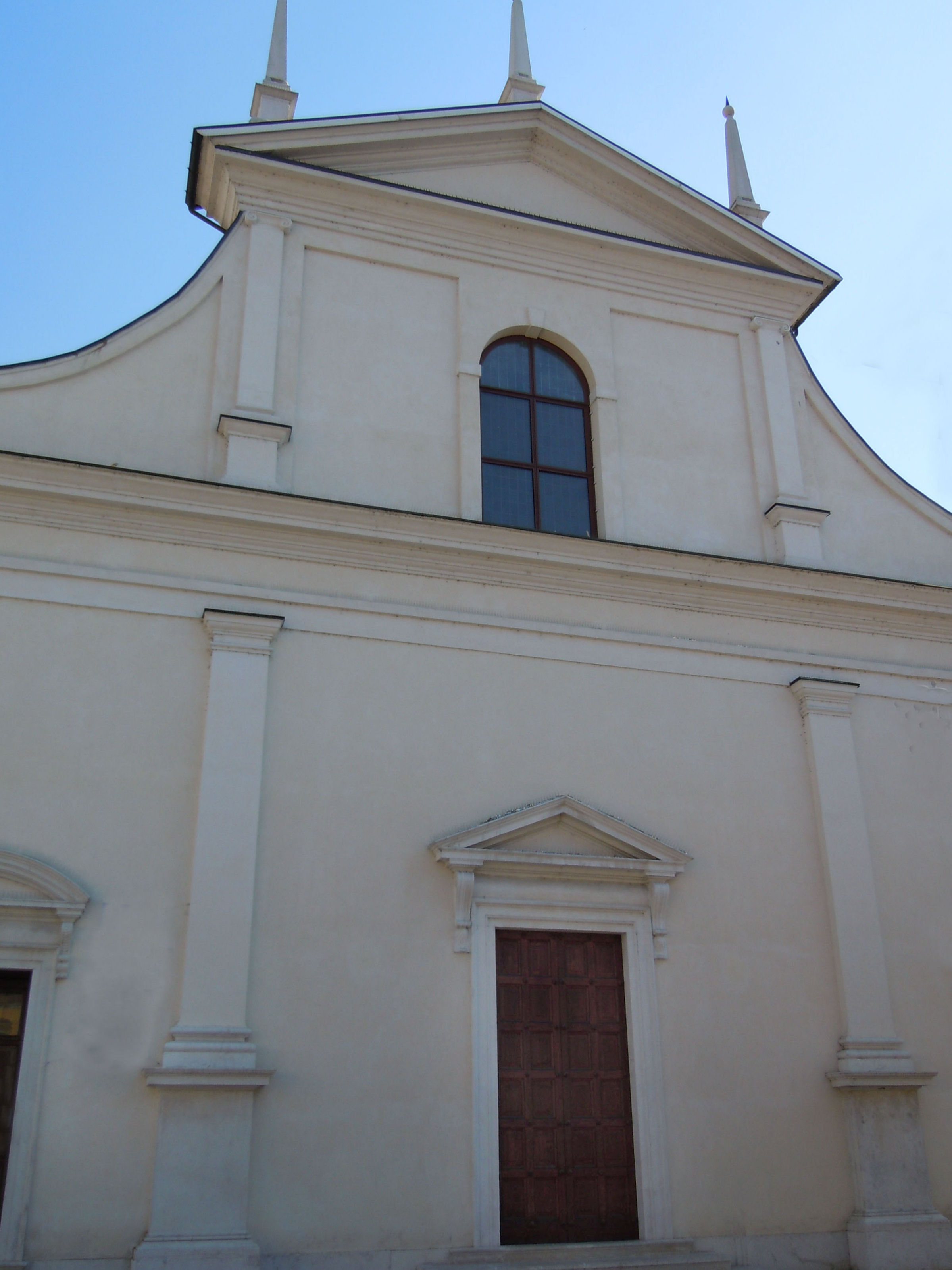
Castel Goffredo, Chiesa prepositurale di Sant'Erasmo.

Rodolfo Gonzaga fu il figlio secondogenito di Ferrante Gonzaga, primo marchese di Castiglione, e di Marta Tana. Nacque a Castiglione delle Stiviere il 7 marzo 1569. Nel 1586 ereditò il feudo paterno di Castiglione, diventando secondo marchese di Castiglione, poiché il fratello maggiore, Luigi il Santo, aveva rinunciato al titolo per abbracciare la vita religiosa nella Compagnia di Gesù.
Lo zio di Rodolfo, Alfonso Gonzaga, secondo marchese di Castel Goffredo, ebbe un'unica figlia sopravvissuta, Caterina, che, essendo femmina, non poteva succedergli alla guida del marchesato. Alfonso cercò inizialmente di farle sposare il cugino Rodolfo che, innamorato di Elena Aliprandi, sposò segretamente nel 1588. Il matrimonio venne celebrato solo un anno dopo e lo zio Alfonso pensò di privare il nipote dell'eredità. Grazie agli appoggi di cui godeva presso la corte imperiale, cercò pertanto di ottenere l'investitura per la figlia Caterina. Questo provocò le ire di Rodolfo, che volle vendicarsi dell'affronto facendo uccidere lo zio. 

### Assassinio di Alfonso
L'assassinio avvenne nel pomeriggio del 7 maggio 1592 presso corte Gambaredolo, residenza estiva dei Gonzaga di Castel Goffredo. Dopo il misfatto, Rodolfo si autoproclamò marchese di Castel Goffredo, occupando il paese con 50 soldati e imponendo la sua forza sul popolo. Provvide a tenere prigioniere Ippolita Maggi, moglie di Alfonso, e Caterina Gonzaga, che vennero liberate solo grazie all'intervento di papa Clemente VIII e che in seguito chiesero protezione al duca di Mantova Vincenzo I Gonzaga, forse non del tutto estraneo alla vicenda.

## Rivolta di popolo e assassinio di Rodolfo

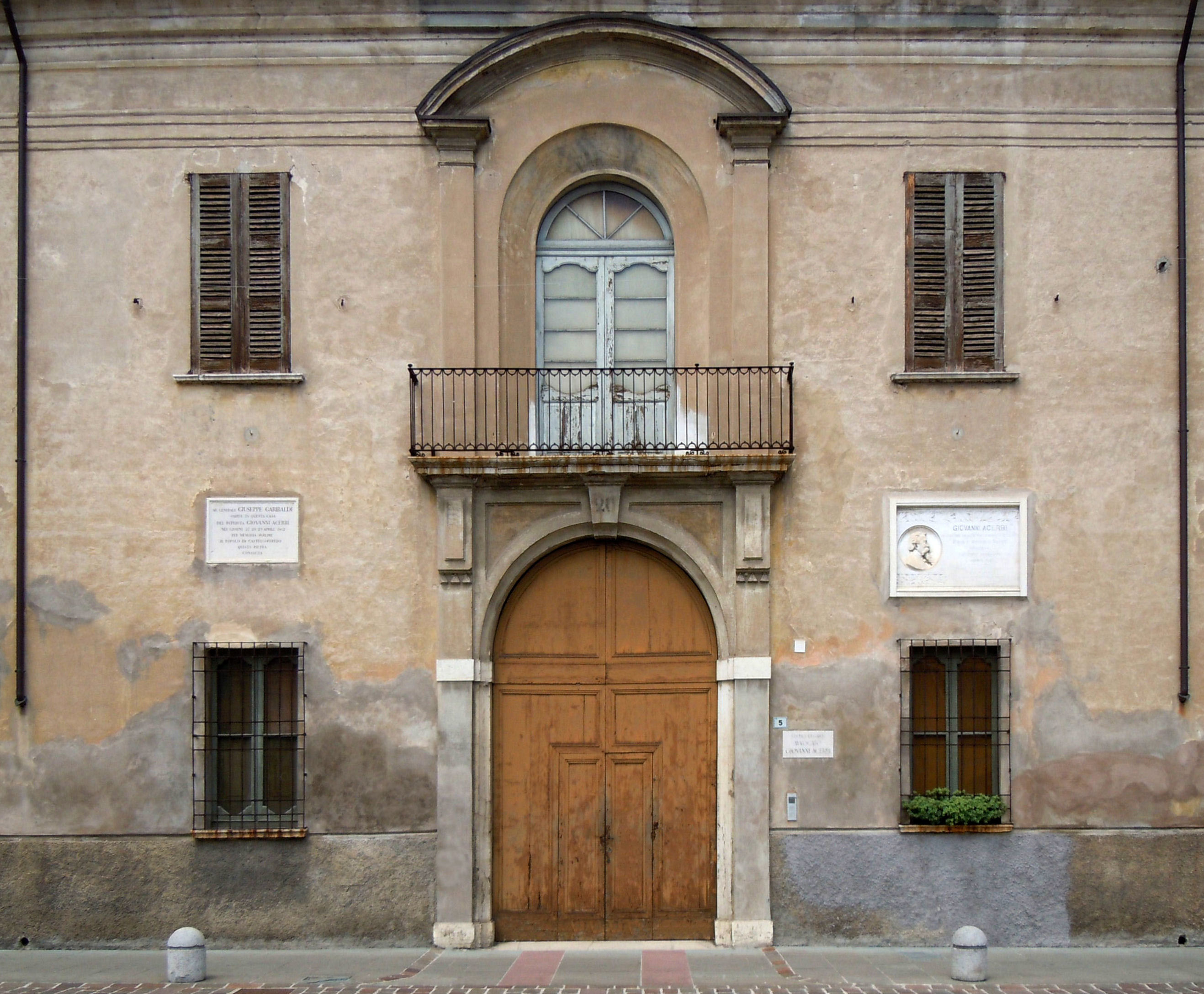
Castel Goffredo, portale di ingresso del Palazzo Gonzaga-Acerbi

Rodolfo governò con la forza e commise soprusi di ogni genere. Il popolo castellano decise l'eliminazione del tiranno. Già il 28 dicembre 1592 tutto era pronto per l'azione, ma Rodolfo non si recò a messa. Però la mattina di domenica 3 gennaio 1593, mentre usciva dal suo palazzo sulla piazza, accompagnato dalla moglie Elena, dalla figlia Cinzia di quattro anni, dal segretario Gerolamo Ordanino e dalla scorta 30 archibugieri per recarsi alla messa - nonostante fosse scomunicato -, il Gonzaga venne ucciso da un colpo di archibugio sulla porta della chiesa prepositurale di Sant'Erasmo. Autore del delitto fu Michele Volpetti, scelto per il suo coraggio, appostato con l'arma dalla finestra della casa di fronte di proprietà di Agostino Carrara. Scoppiò una rivolta e il popolo si radunò nella piazza armato di bastoni e strumenti di offesa. Il palazzo del marchese venne assaltato e saccheggiato delle armi e degli averi. Mentre il segretario tentò di rianimare Rodolfo, ma inutilmente, venne portato nella sagrestia della chiesa. Tale fu l'odio verso il tiranno, che il corpo di Rodolfo fu riportato nella piazza e subì lo scempio da parte del popolo. I rivoltosi tennero segregate per giorni nel palazzo Elena, la figlia e alcuni cortigiani. Moglie e figlia, liberate grazie all'intervento dei parenti, si rifugiarono a corte Molinello.

## La sepoltura

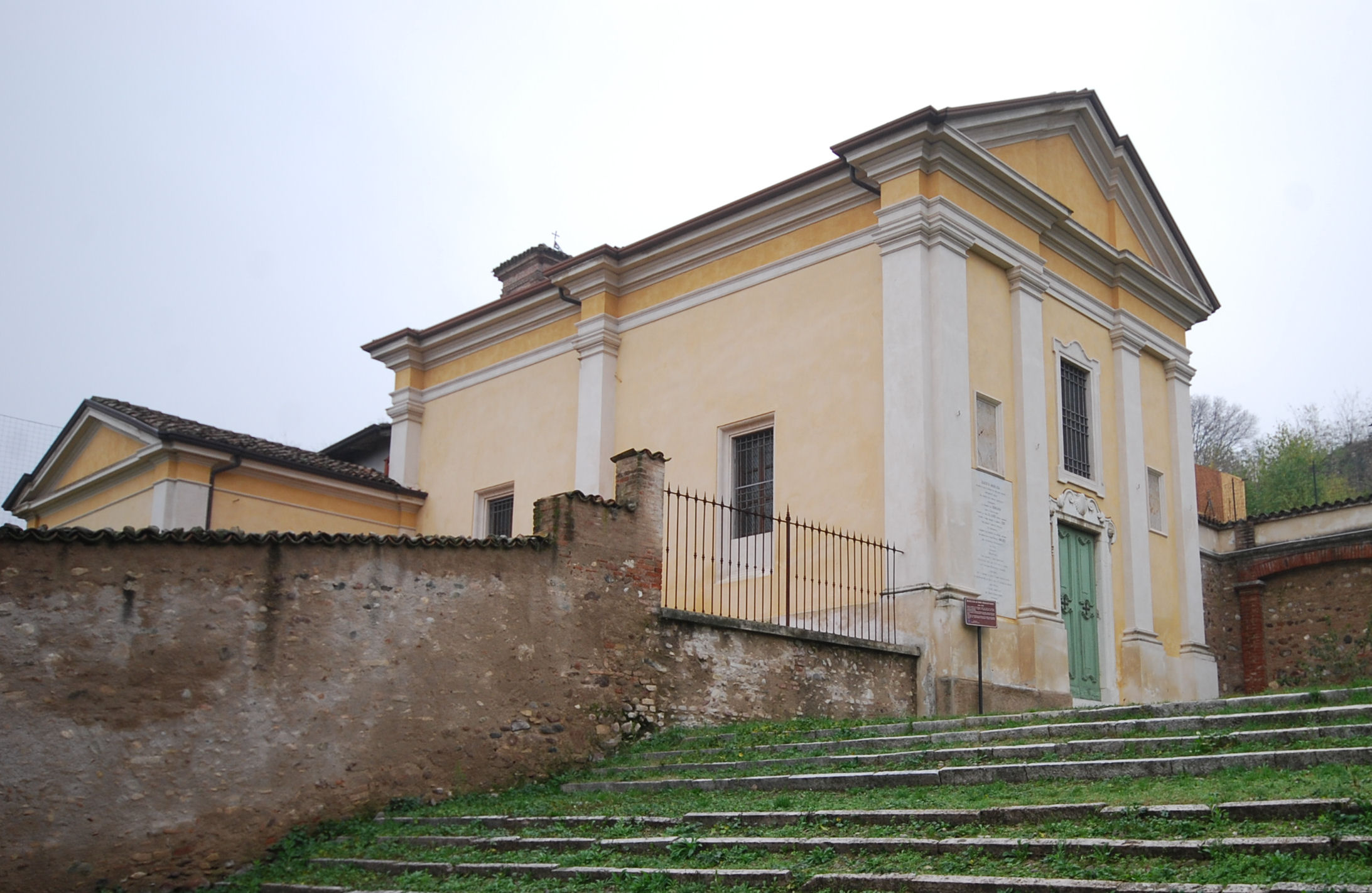
Castiglione delle Stiviere, basilica di San Sebastiano

La madre di Rodolfo, avuta notizia dell'uccisione del figlio, si precipitò da Solferino a Castel Goffredo, ma le venne impedito l'ingresso e fece ritorno a Castiglione. Il parroco di Castel Goffredo negò la sepoltura in luogo sacro, in quanto scomunicato. La salma di Rodolfo fu dunque trasportata segretamente a Castiglione e sepolta nell'Oratorio di San Sebastiano, ma dopo quattro settimane, per disposizione del vescovo di Brescia Gianfrancesco Morosini, fu dissepolto e sistemato in terra sconsacrata, a seguito della scomunica. Sua madre Marta Tana ricorse al papa Gregorio XV per far ribenedire il defunto e ottenne di seppellirlo in terra consacrata nel 1600, nuovamente all'interno dell'Oratorio di San Sebastiano.

## Conseguenze della congiura
La comunità di Castel Goffredo informò dell'accaduto il duca di Mantova Vincenzo I Gonzaga. La fortezza venne occupata dopo qualche giorno da 100 soldati del duca, al fine di ripristinare l'ordine pubblico. Ma i sospetti indussero a pensare che Vincenzo I avesse armato addirittura i ribelli e intendesse appropriarsi del feudo di Castel Goffredo, mettendo così le mani sull'eredità del parente Alfonso Gonzaga.
Il 29 aprile 1595 Rudolf Coraduz, Vice Cancelliere del Sacro Romano Impero in veste di commissario imperiale di Rodolfo II d'Asburgo, si recò prima alla corte gonzaghesca di Mantova e quindi a Castel Goffredo per constatare di persona la situazione della fortezza ed assumere direttamente informazioni sugli avvenimenti delittuosi. I cospiratori e l'esecutore materiale del delitto, certi di subire un processo, lasciarono Castel Goffredo per Verona. Alla fine di dicembre 1595 la corte imperiale di Praga emise una sentenza di assoluzione per Michele Volpetti e per il popolo di Castel Goffredo, che si era legittimamente liberato di un usurpatore.
Successore fu il fratello Francesco Gonzaga (Rodolfo non ebbe figli maschi), che non diventò signore di Castel Goffredo a causa di una lunga disputa presso la corte imperiale, la quale nel 1602 riconobbe il dominio al IV duca di Mantova Vincenzo I. Si concluse anche la storia della località come feudo autonomo gonzaghesco ed ebbe in tal modo termine anche la breve signoria dei "Gonzaga di Castel Goffredo".